# Rada Obrony Państwa
Rada Obrony Państwa – nadzwyczajny i tymczasowy organ parlamentarno-rządowy powołany do życia przez Sejm Ustawodawczy ustawą z 1 lipca 1920. Działała do 1 października 1920.

## Utworzenie Rady
Powstanie Rady Obrony Państwa (ROP) wiąże się bezpośrednio z przezwyciężaniem kryzysu gabinetowego w czerwcu 1920 r. i groźbą inwazji wojsk Rosji sowieckiej na etnicznie polskie ziemie. Po dymisji rządu Leopolda Skulskiego na początku czerwca przez kilka tygodni trwały targi nad sformowaniem nowego gabinetu. Dopiero powierzenie misji tworzenia rządu Władysławowi Grabskiemu zakończyło kryzys. W dniu 28 czerwca 1920 r. premier omawiał kierunki polityki swego rządu z marszałkiem sejmu Wojciechem Trąmpczyńskim. Podczas tego spotkania zarysowała się koncepcja powołania rządu obrony narodowej. Idea ta nie znalazła wsparcia wśród polityków prawicowych i centrowych, stanowiących trzon nowego rządu. Pojawiła się natomiast koncepcja ściślejszego komitetu obrony państwa. Nowy organ miał składać się z 12 członków: 4 przedstawicieli sejmu, 4 członków rządu i 4 reprezentantów Naczelnego Dowództwa. Projekt przedstawiono Piłsudskiemu, który udzielił swego poparcia. Rada Ministrów przyjęła projekt odpowiedniej ustawy na posiedzeniu 29 czerwca. Dla uniknięcia przeciągających się dyskusji w sejmie postanowiono uprzedzić o przygotowywanym projekcie ugrupowania lewicowe. Następnego dnia w południe odbyło się spotkanie w prywatnym mieszkaniu marszałka Trąmpczyńskiego. Lewica poparła projekt wnioskując o zwiększenie liczby przedstawicieli Sejmu do 8. Uzgodniony projekt przedstawiono na posiedzeniu Sejmu w dniu 30 czerwca. Uchwalenie ustawy nastąpiło w dniu 1 lipca 1920 r.

## Skład Rady
Ostatecznie ukształtował się 19 osobowy skład Rady:
I. Osoby wchodzące do Rady z urzędu:
- Józef Piłsudski, naczelnik państwa – przewodniczący Rady (1 VII – 1 X 1920)
- Władysław Grabski, premier – wiceprzewodniczący Rady (1 VII – 23 VII 1920)
- Wincenty Witos, premier – wiceprzewodniczący Rady (24 VII – 1 X 1920)
- Wojciech Trąmpczyński, marszałek sejmu (1 VII – 1 X 1920)

II. 10 reprezentujących główne kluby poselskie:
- PSL „Piast” – Maciej Rataj (1 VII – 23 VII 1920), Władysław Kiernik (24 VII – 1 X 1920)
- Związek Ludowo-Narodowy – Roman Dmowski (1 VII – 19 VII 1920), Aleksander Skarbek (20 VII – 1 X 1920)
- Narodowe Zjednoczenie Ludowe – Leopold Skulski (1 VII – 23 VII 1920), Edward Dubanowicz (24 VII – 1 X 1920)
- PPS – Norbert Barlicki
- Narodowa Partia Robotnicza –Adam Chądzyński
- Chrześcijański Związek Robotniczy – Artemiusz L. Czerniewski
- PSL „Wyzwolenie” – Jan Woźnicki
- Klub Pracy Konstytucyjnej – Jan Kanty Federowicz
- Klub Mieszczański – Aleksander Henryk de Rosset
- PSL Lewica – Jan Stapiński

III. 3 przedstawicieli rządu
- Kazimierz Bartel, minister kolei (1 VII – 23 VII 1920)
- Stanisław Śliwiński, minister aprowizacji (1 VII – 23 VII 1920)
- Eustachy ks. Sapieha, minister spraw zagranicznych
- Ignacy Daszyński, wicepremier (24 VII – 1 X 1920)
- Leopold Skulski, minister spraw wewnętrznych (24 VII – 1 X 1920)

IV. 3 przedstawicieli wojska
Na wniosek Piłsudskiego, pełniącego funkcję naczelnego wodza, przejęto, że przedstawicieli wojska będzie się powoływać w miarę potrzeb. Stąd reprezentacja wojska nie miała stałego charakteru. W posiedzeniach Rady najczęściej uczestniczyli: 
- gen. Józef Leśniewski
- gen. Kazimierz Sosnkowski
- gen. Stanisław Haller
- gen. Tadeusz Rozwadowski

Sekretarzem Rady był Władysław Studziński.

## Kompetencje Rady
Zgodnie z postanowieniami ustawy powołującej Radę do życia mogła ona decydować we wszystkich sprawach związanych z prowadzeniem i zakończeniem wojny oraz zawarciem pokoju. Uszczegółowienia zakresu prac Rady zaproponował Piłsudski na pierwszym jej posiedzeniu. Do podstawowych zadań Rady zaliczył podniesienie morale w wojsku i społeczeństwie, skrócenie procesu legislacyjnego i przyspieszenie wykonywania obowiązującego prawa, rozstrzyganie w sprawach działań operacyjnych związanych z zagadnieniami politycznymi oraz sprawy związane z podjęciem rozmów pokojowych. Rada nie miała zajmować się sprawami wojskowo-taktycznymi.
W zakresie spraw podejmowanych przez Radę mogła ona wydawać rozporządzenia i zarządzenia. Zgodnie z art. 4 ustawy o utworzeniu Rady Obrony Państwa akty te były natychmiast wykonalne, a rozporządzenia i zarządzenia wymagające uchwały sejmu miały być przedkładane sejmowi do zatwierdzenia na najbliższym posiedzeniu. 

## Działalność Rady
Już podczas pierwszego posiedzenia w dniu 1 lipca 1920 r. Rada podjęła kwestię zaciągu ochotniczego. Wydano też odezwę do społeczeństwa mającą na celu jego mobilizację. Podniesieniu morale w wojsku służyć miały zaostrzone przepisy dotyczące wojskowego sądownictwa doraźnego, obostrzenia kar za przestępstwa osób wojskowych wynikające ze stosunku służbowego. Myślano także o nagradzaniu ofiarności żołnierskiej. Ustanowiono Krzyż Walecznych, zapewniono zaopatrzenie wdowom i sierotom wojskowym, chroniono zobowiązania pracodawców wobec pracowników pełniących ochotnicza służbę w wojsku polskim. Głównym jednak zadaniem Rady było przygotowanie zasad na których oprzeć miał się rozejm i pertraktacje pokojowe z Rosją. Na posiedzeniu 20 lipca Rada upoważniła rząd do wszczęcia rozmów rozejmowych. Rada przygotowywała też instrukcje dla rządu zawierające warunki rozmów rozejmowych, a później pokojowych. Rada rozwinęła szeroką działalność prawodawczą. W przeciągu trzech miesięcy działania Rada wydała 58 rozporządzeń zmieniających 77 ustaw, 1 dekret naczelnika państwa, 1 rozporządzenie ROP, 4 rozporządzenia Rady Ministrów. W dniu 24 września 1920 r. Rada przekazała komisjom sejmowych 50 swoich rozporządzeń do zatwierdzenia. Najdłużej obowiązywało rozporządzenie ROP z 11 sierpnia w przedmiocie utraty obywatelstwa państwa polskiego wskutek niespełnienia obowiązku służby wojskowej. Zostało uchylone przez art. 194 c) ustawy z 9 kwietnia 1938 r. o powszechnym obowiązku wojskowym, która w art. 114 powtarzała zasady rozporządzenia.

## Trybunał Obrony Państwa
Rada powołała do życia nadzwyczajny sąd do osądzenia wyższych dowódców za przejawy tchórzostwa w obliczu wroga. Trybunał Obrony Państwa został utworzony 11 sierpnia 1920. Jego przewodniczącym mianowano prof. Oswalda Balzera, który jednak nominacji nie przyjął tłumacząc się stanem zdrowia. Trybunał nie rozwinął swojej działalności. Jedyną sprawą przedstawiona mu przez ROP do rozpoznania była sprawa gen. Aleksandra Boruszczaka, oskarżonego o oddanie Wilna bez obrony. Postępowanie nie zostało ukończone do chwili rozwiązania Trybunału co nastąpiło 9 grudnia 1920 r. w związku z uchyleniem rozporządzenia ROP dotyczącego Trybunału.

## Obywatelskie komitety obrony państwa
Utworzenie ROP i podjęcie działań mających na celu zorganizowanie Armii Ochotniczej pociągnęło za sobą rozbudzenie aktywności społecznej. Służyło temu powołanie Obywatelskiego Komitetu Wykonawczego Obrony Państwa. Na jego czele stanął gen. Józef Haller, organizator Armii Ochotniczej. Jego statut został uchwalony 12 sierpnia 1920 r. W odpowiedzi na apel OKWOP na terenie całego kraju zaczęły powstawać regionalne, powiatowe i miejskie komitety obrony państwa. Tworzono je spontaniczne, bądź z inspiracji władz rządowych lub wojskowych. W skład tych komitetów powoływano zwykle osoby cieszące się w miejscowych środowiskach znaczącym autorytetem. Główny wysiłek komitetów koncentrował się na werbowaniu ochotników do Armii Ochotniczej oraz zbieraniu środków na jej wyekwipowanie. Przywiązywano też wagę do propagandy patriotycznej i idei własnego państwa, która szczególnie wśród ludności małych miasteczek i wsi nie była jeszcze powszechna. Większość z nich zakończyła działalność jesienią 1920 r. po podpisaniu rozejmu z 12 października 1920. Wiele jednak funkcjonowało jeszcze w połowie następnego roku.